# Szlaki rowerowe w powiecie śremskim
Szlaki rowerowe w powiecie śremskim – sieć 300 km szlaków dla rowerzystów w powiecie śremskim, które łączą ze sobą miasta i wsie atrakcyjne turystycznie i historycznie. Szlaki mają długość od 7,9 km do 68,5 km. Większość z nich to pętle, a także tzw. łączniki. Przy szlakach znajduje się sześć punktów postojowych z informacją w terenie (mapy turystyczne na każdym ze szlaków).

## Szlaki rowerowe

### „Kosynierów”
- kolor: zielony;
- długość: 24,3 km;
- trasa: Śrem – Łęg – Olsza – Łężek – Zawory – Jarosławki – Międzybórz – Włościejewki – Brzóstownia – Książ Wielkopolski.

### „Jarosławski”
- kolor: żółty (łącznik);
- długość: 5,8 km;
- trasa: Jarosławki – Feliksowo – Rusocin.

### „Polnymi drogami”
- kolor: czarny;
- długość: 19,7 km;
- trasa: Śrem – Grzymysław – Pysząca – Wieszczyczyn – Rusocin – Maliny – Błażejewo – Trąbinek – Mały Trąbinek – Dolsk.

### „Do starych kościółków”
- kolor: żółty (łącznik);
- długość: 7,8 km;
- trasa: Błażejewo – Włościejewice – Włościejewki.

### „Łęgi nadwarciańskie”
- kolor: czerwony;
- długość: 32,3 km;
- trasa: Śrem – Mechlin – Dąbrowa – Kotowo - (Powiat średzki) Leśniczówka Zwola – Zwola – Majdany – Zaniemyśl – Łękno – Jeziory Wielkie – (gmina Kórnik) Błażejewko – Błażejewo k. Kórnika – Bnin.

### „Do Poznania”
- kolor: zielony;
- długość: 19,5 km;
- trasa: Śrem – Zbrudzewo – Niesłabin – Orkowo – Czmoniec – Radzewo.

### „Konwaliowy”
- kolor: niebieski;
- długość: 24,2 km;
- trasa: Śrem – Psarskie – Góra – Jaszkowo – Tworzykowo – Krajkowo – Jaszkowo - Psarskie - Śrem.

### „Kasztanowy”
- kolor: żółty (łącznik);
- długość: 3,3 km;
- trasa: Jaszkowo – Ludwikowo – Przylepki.

### „Śladami Józefa Wybickiego”
- kolor: czerwony;
- długość: 67,5 km;
- trasa: Śrem – Nochowo – Błociszewo – Wronowo – Gołębin Stary – Gorzyce – Słonin – Czempiń – Sucharzewo – Iłówiec – Grzybno – Brodnica – Przylepki – Manieczki – Gaj – Śrem.

### „Najpiękniejszymi alejami”
- kolor: żółty (łącznik);
- długość: 8 km;
- trasa: Brodnica – Piotrowo – Chaławy – Rakówka – Donatowo.

### „Księdza Piotra Wawrzyniaka”
- kolor: żółty;
- długość: 38 km;
- trasa: Śrem - Nochowo – Nochówko – Pełczyn – Gawrony – Wirginowo – Bodzyniewo – Mełpin – Mórka – Jeleńczewo – Dalewo – Wyrzeka – Marszewo – Nochowo - Śrem.

### „Pagórki Dolskie”
- kolor: zielony;
- długość: 18,1 km;
- trasa: Dolsk – Ostrowieczko – Ostrowieczno – Brześnica – Lipówka – Błażejewo - Trąbinek - Dolsk.

### „Dziesięciu Jezior”
- kolor: czerwony;
- długość: 28,6 km;
- trasa: Dolsk - Podrzekta - Miranowo – Cichowo – Mościszki – Dalewo - Mórka – Lubiatówko – Dolsk.

### „Lasy Dolskie”
- kolor: żółty (łącznik);
- długość: 4,8 km;
- trasa: Miranowo - Brzednia - Lubiatówko.

### „Do grobu księcia Władysława Laskonogiego”
- kolor: niebieski;
- długość: 21,8 km;
- trasa: Dolsk - Podrzekta - Miranowo – Łagowo – Bieżyń – Lubiń – Nowy Dwór – Krzywiń.